# 1877 aux États-Unis
Pour des articles plus généraux, voir Chronologie des États-Unis et 1877.
Chronologie des États-Unis
- 1873
- 1874
- 1875
- 1876
- 1877
- 1878
- 1879
- 1880
- 1881

Cette page concerne des événements d'actualité qui se sont produits durant l'année 1877 du calendrier grégorien aux États-Unis.

## Événements

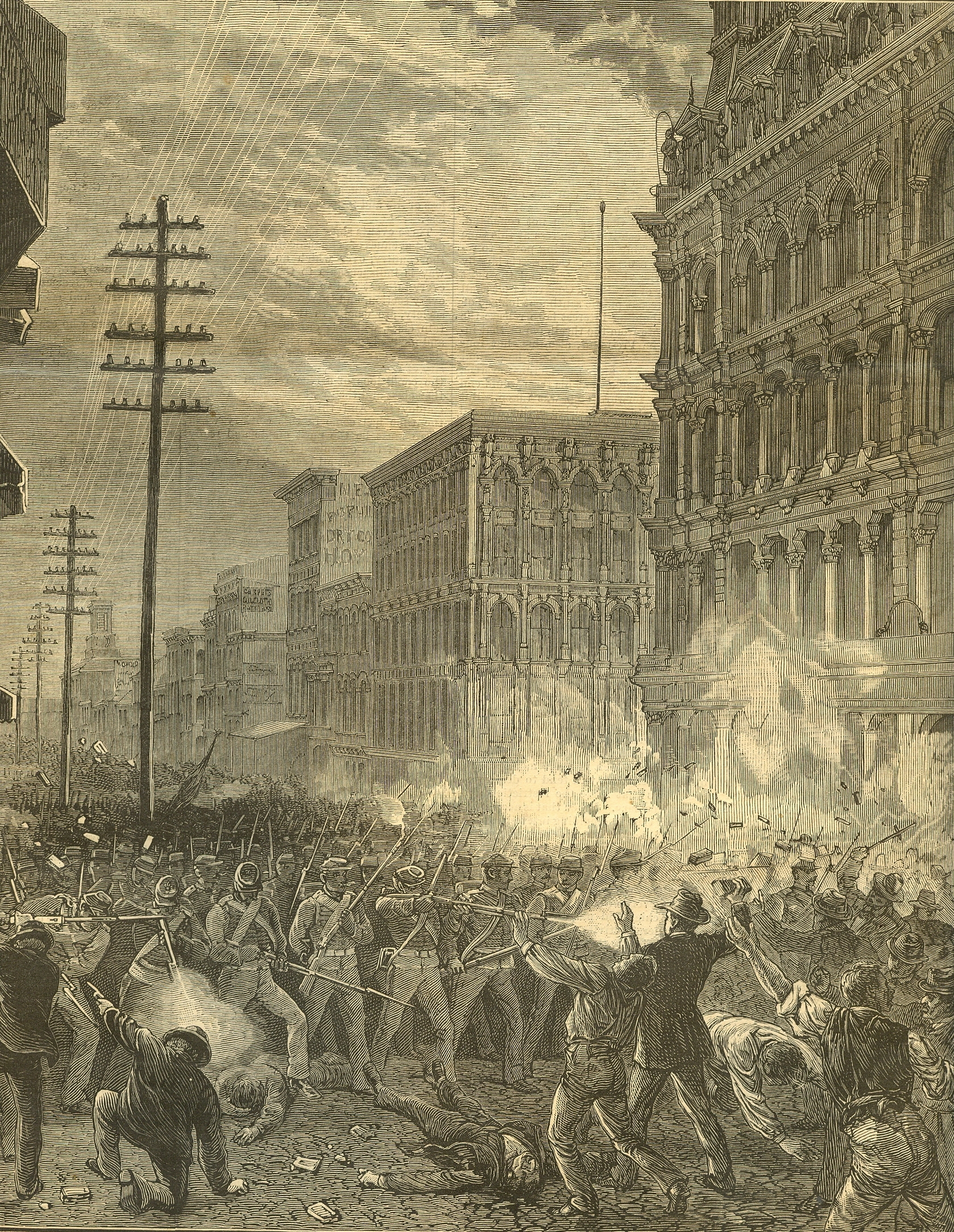
20 juillet : répression de la Grève des cheminots du « Baltimore & Ohio »

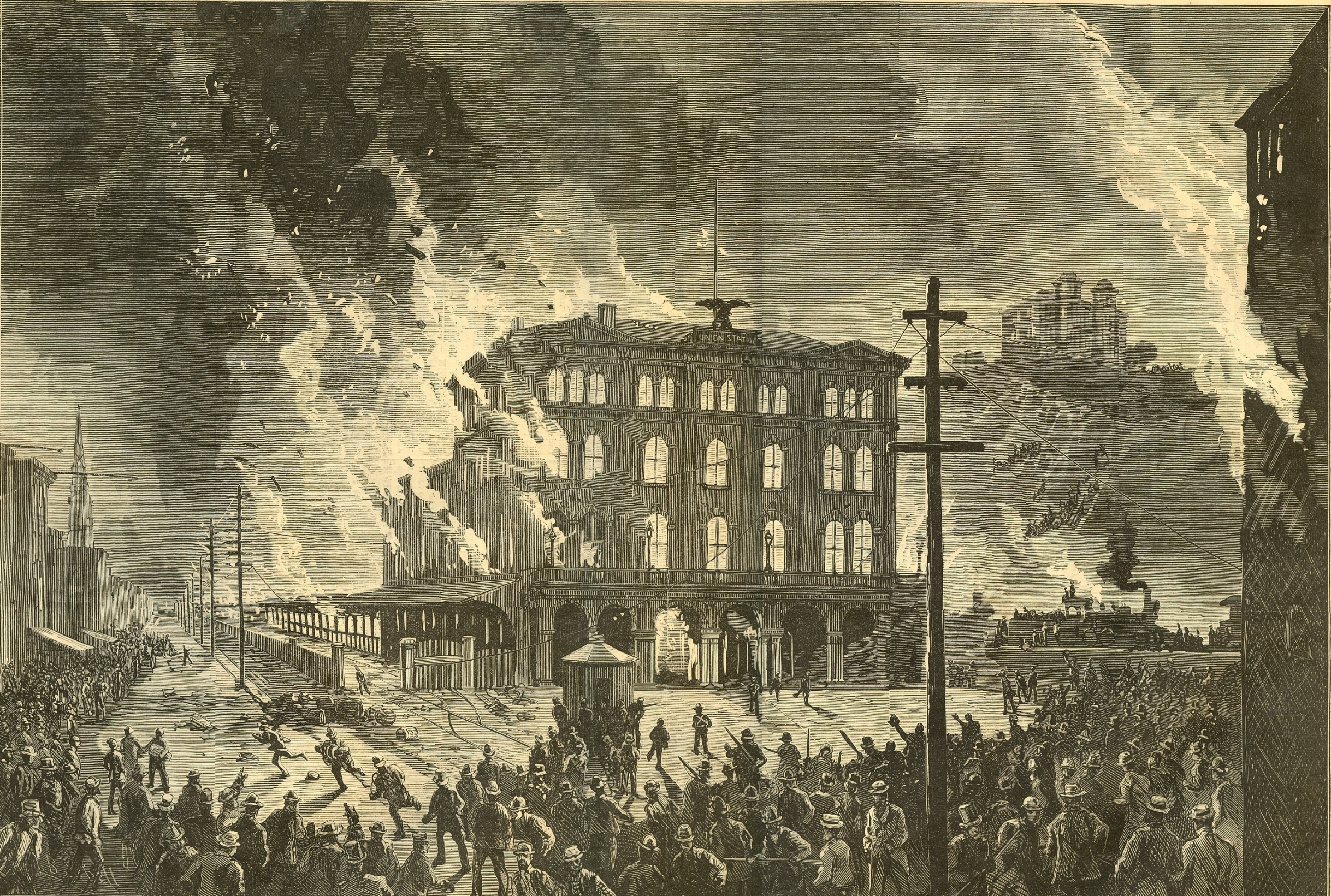
21-22 juillet, Grève des cheminots : Destruction du dépôt de Pittsburgh

- 2 mars : compromis Hayes-Tilden. Après des mois de contestation, c'est le républicain Rutherford B. Hayes, qui est déclaré président des États-Unis (élection de 1876) contre le démocrate Samuel Tilden par une commission du Congrès qui a tranché en sa faveur après l’annulation des élections de 1876, qui donnaient Tilden vainqueur, pour cause de fraude électorale dans le Sud.
- 1er avril : les dernières troupes fédérales quittent le Sud. En quittant La Nouvelle-Orléans, elles mettent officiellement fin à la période dite de Reconstruction. Dès le début des années 1870, la plupart des États sudistes étaient de nouveau représentés au Congrès biens qu’ils aient tout mis en œuvre pour priver les Noirs de leurs droits constitutionnels. Le retrait des troupes fédérales faisait partie du programme électoral de Hayes.
- 6 mai : reddition des Lakĥota et des Tsitsista, accablés par la famine, qui sont parqués dans l’actuel Oklahoma. Fin de la Guerre des Black Hills.
- 2 juin : début de la terrible poursuite des Nez-Percés, qui refusent d'être parqués dans une réserve, par l'armée américaine durant l'été (voir au 9 août et au 5 octobre ci-dessous).
- 17 juin : victoire des Nez-Percés sur l'armée américaine à la bataille de White Bird Canyon.
- Juillet : grève générale aux États-Unis pour la journée de travail de 8 heures.
  - 17 juillet : grève des cheminots du « Baltimore & Ohio » contre les réductions de salaire. Elle s’étend et paralyse une grande partie du trafic de la côte Atlantique à l’Ouest du Mississippi. Hayes envoie des troupes fédérales à Martinsburg, en Virginie de l’Ouest, pour la réprimer. À Pittsburgh, en Pennsylvanie, c’est la milice de l’État qui s’en charge.
  - 24 juillet : le parti des Travailleurs rassemble 6 000 personnes à Chicago, qui réclament la nationalisation des chemins de fer. Les jours suivants, des émeutes éclatent et une vingtaine de personnes sont tués par la police.
- 9 août : bataille de Big Hole les rebelles nimi'ipuu des chefs Allalimya Takanin et Hinmatón-Yalaktit sont encerclés et doivent reprendre la fuite vers le Canada.
  - À Saint Louis, le parti des Travailleurs appelle à la grève générale qui paralyse la ville.
  - À New York, un rassemblement pacifique est chargé par la police.
  - La répression des grèves, auxquelles ont participé 100 000 travailleurs, fait une centaine de morts et un millier de prisonniers.
- 5 septembre : le chef sioux Oglala Crazy Horse est tué à la baïonnette par un soldat américain, après avoir résisté à son enfermement dans un poste de garde à Fort Robinson dans le Nebraska.
- Septembre : des milliers de Noirs fuient vers le Kansas. Connus sous le nom d’Exodusters, ils espèrent fonder une colonie dans laquelle la discrimination sera bannie.
- 5 octobre : pour sauver les quelques rescapés de la poursuite des Nez-Percés, le Chef Hinmatón-Yalaktit préfère se rendre aux Tuniques Bleues. Simultanément, son compagnon de malheur Allalimya Takanin est tué par l'armée fédérale, juste avant la frontière canadienne, alors qu'il tentait de rejoindre le chef Lakĥota Tĥatĥanka Iyotĥanka.
- 21 novembre : Thomas Edison annonce son invention du phonographe, une machine capable d’enregistrer le son, considérée comme la première grande invention d’Edison. Edison fait la démonstration de l’appareil pour la première fois le 29 novembre.
- 6 décembre : parution du premier numéro du Washington Post.

jour non précisé
- Les graves difficultés économiques que connait le pays depuis la crise de 1873 amène l'opinion publique, préoccupée par la montée du chômage, à se désintéresser totalement du programme de Reconstruction. Cette perte du soutien populaire, combinée à une certaine lassitude du gouvernement fédéral, englué dans les problèmes que connait le pays (coût du programme, tensions avec les populations du Sud, crise économique, corruption) aboutit à l'échec du programme à garantir les droits civiques des Noirs dans le Sud, et ouvrant une nouvelle période charnière : la ségrégation.
- Rédemption : la majorité des États du Sud est gouvernée désormais par des conservateurs (Démocrates Bourbons). Ils sont pour la plupart des hommes d’affaires, décidés à industrialiser leur région et soutiennent la législation fédérale proposée par les Républicains.
- Les populations noires du Sud rencontrent de graves difficultés avec la disparition des gouvernements radicaux. Arrivées en masse dans les zones urbaines, elles sont souvent privées des emplois qu’elles pouvaient exercer avant la guerre. La majorité restée dans les campagnes connaît un sort misérable de métayers.
- Installation de clôtures de fil de fer barbelé sur la prairie. Les éleveurs reculent à l’ouest d’Abilene (Ellsworth, Dodge City, Ogallala, Cheyenne) au profit des fermiers.
- Un accord (pool) entre les quatre grandes compagnies de chemin de fer met fin à la guerre des tarifs.